# Schwanenteich (Haldensleben)
Der Schwanenteich ist ein Teich im Ortsteil Althaldensleben der Stadt Haldensleben in Sachsen-Anhalt. 
Er befindet sich im nördlichen Teil des Landschaftsparks Althaldensleben-Hundisburg. Am Ostufer liegt die ehemalige Wassermühle Dominamühle. Der Teich ist West-Ost-Richtung langgestreckt mit einer Länge von etwa 150 Metern bei einer Breite von maximal etwa 30 Metern.
Ursprünglich befand sich an der Stelle des heutigen Teichs eine sumpfige Stelle im Vorfeld der Dominamühle. In der Zeit um 1820 ließ Johann Gottlob Nathusius den Bereich zum Teich umgestalten, der so zum Auge des Landschaftsparks wurde. Im Teich wurde eine sogenannte Rousseau-Insel eingefügt. Am Ufer des Teichs wurden wertvolle Gehölze gesetzt und üppig gestaltete Teppichbeete angelegt. Im Teich wurden Schwäne und edles Wassergeflügel gehalten, zu dessen Schutz eine Hütte errichtet wurde.
Der Schwanenteich diente darüber hinaus als Wasserreservoir für die benachbarte Dominamühle und die Jugendmühle.

## Literatur

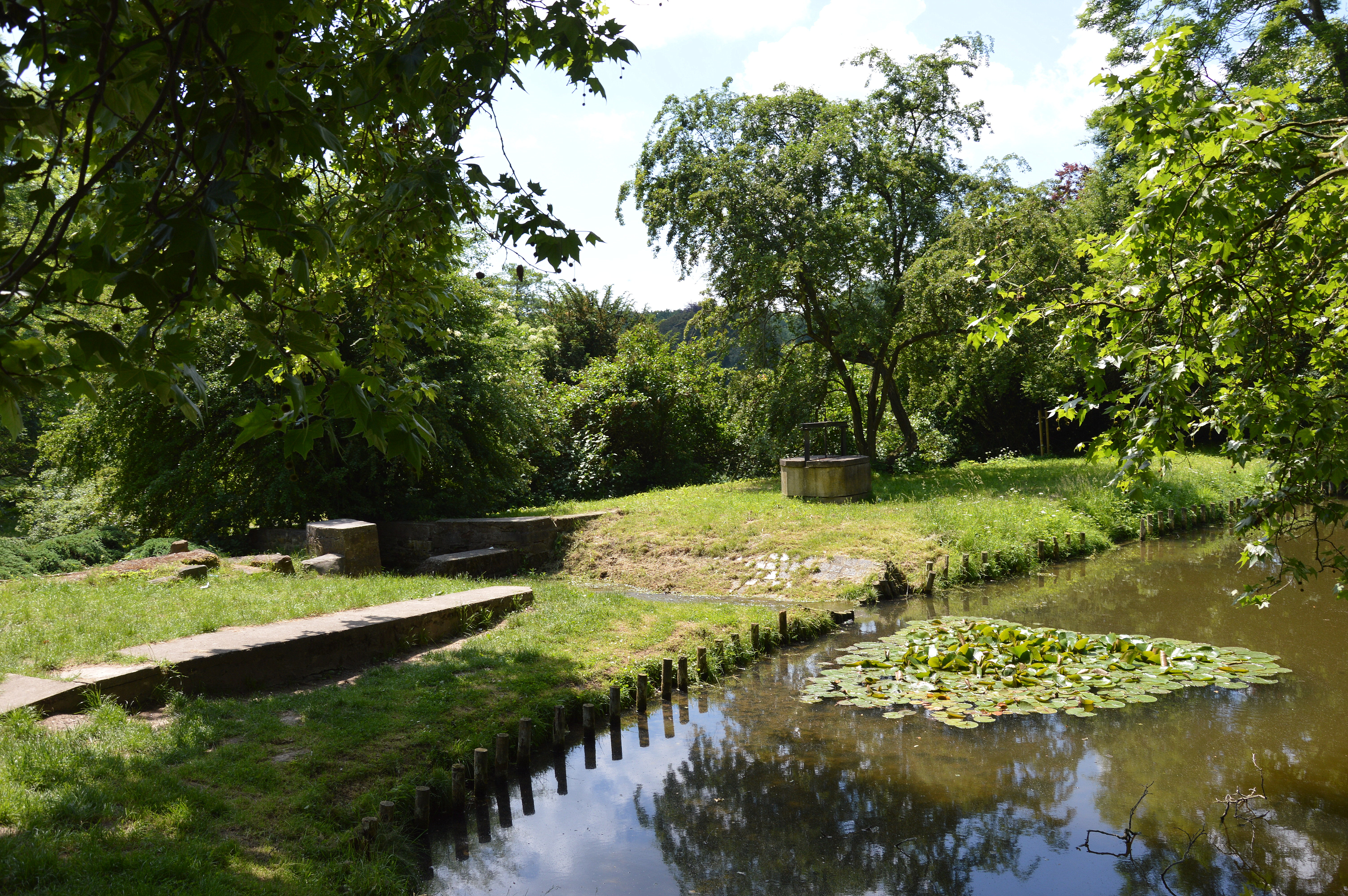
Südwestlicher Teil des Teichs